# Polyclathra
Polyclathra là một chi thực vật có hoa trong họ Cucurbitaceae.

## Hình ảnh

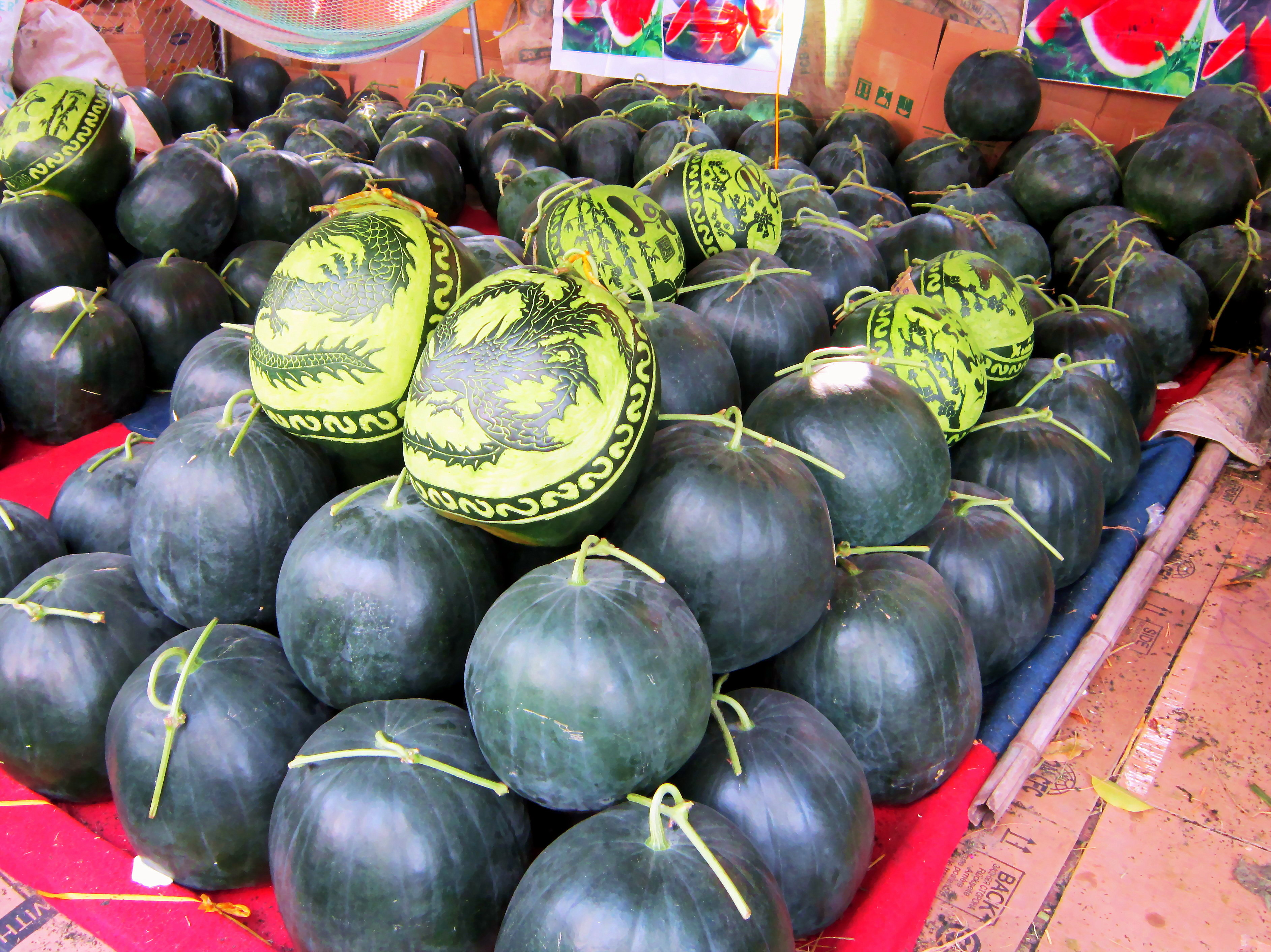
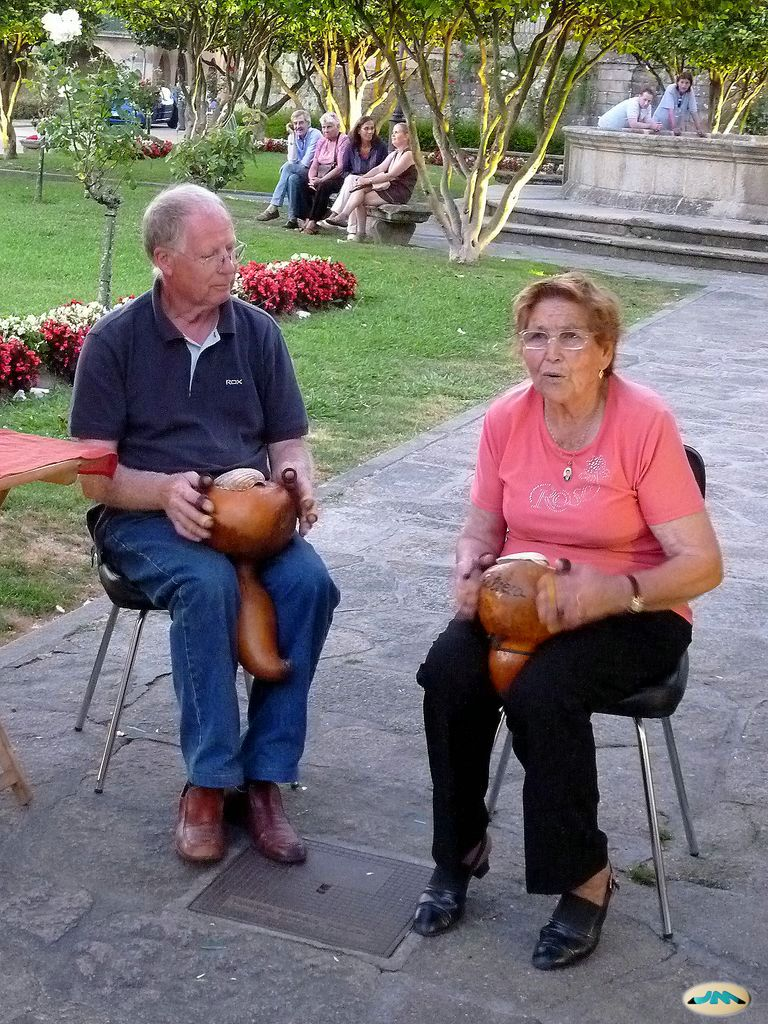
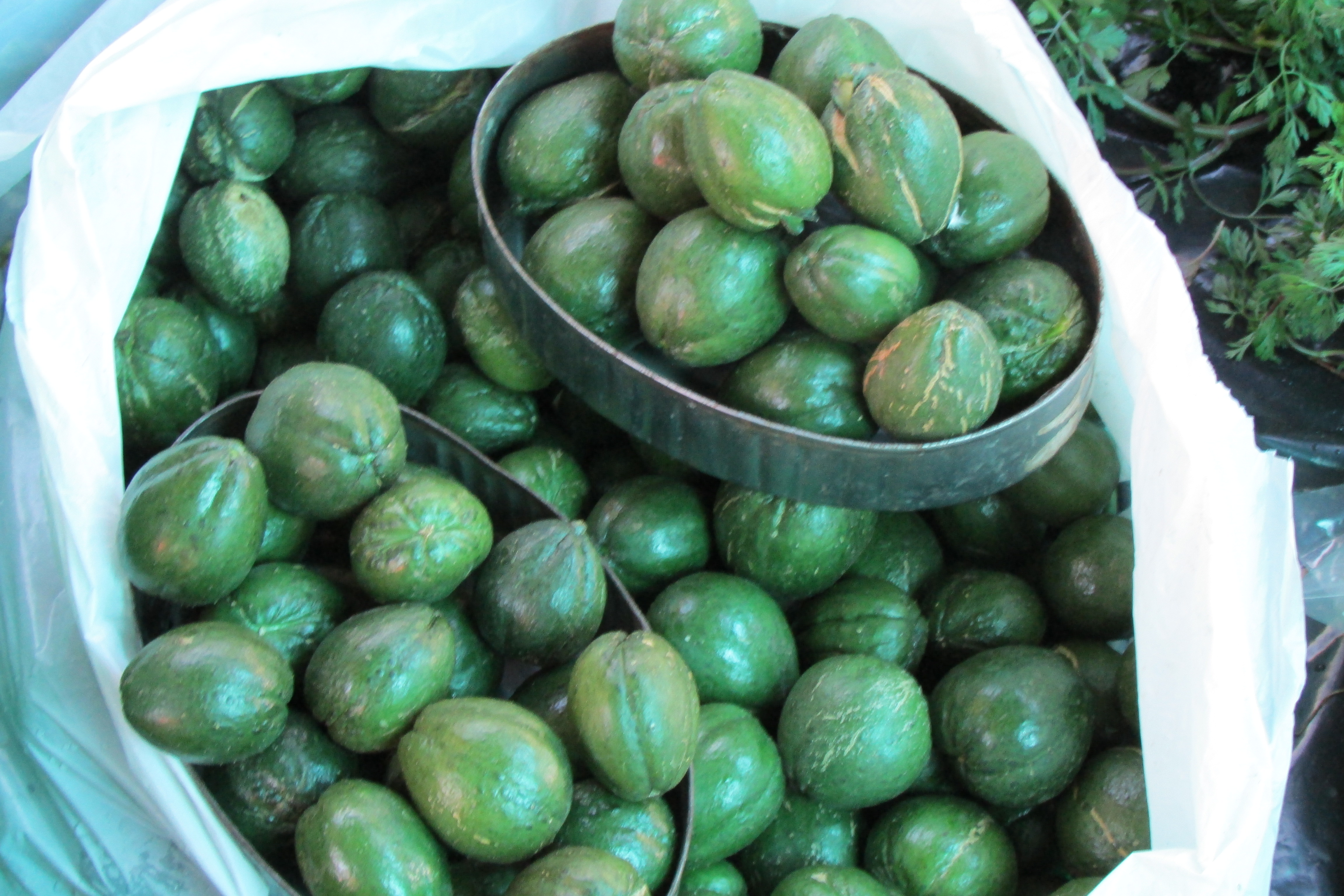

## Loài
Chi Polyclathra gồm các loài: